# 德魯·休斯頓
安德魯·休斯頓（英語：Andrew W. Houston，1983年3月4日—），暱稱為德魯·休斯頓（Drew Houston），生於美國麻塞諸塞州艾統（Acton），網路企業家，為Dropbox的共同創辦人之一。

## 生平
在麻省理工學院取得計算機科學學士學位。在麻省理工學院就讀時，為了避免從隨身碟讀取檔案的不方便，寫作了程式，可以從網路下載檔案，成為Dropbox的前身。